# Kulusuk
Kulusuk est un village groenlandais situé dans la municipalité de Sermersooq au sud-est du Groenland sur l'Île de Kulusuk. La population était de 283 habitants en 2009.

## Histoire
Il s'agit du village le plus proche de la base militaire américaine et de l'aérodrome assurant la liaison de la côte Est du Groenland avec Reykjavík, d'où, dès les années 1960 un fort métissage de la population.  